# 肯斯科夫
肯斯科夫是海地的城鎮，位於該國東南部，距離首都太子港10公里，由西部省負責管轄，面積247.63平方公里，海拔高度1,455米，鎮上的市集是許多農民出售蔬菜的地點，2005年人口約4,000。
18°27′N 72°17′W / 18.450°N 72.283°W